# Championnats d'Europe pour catégories olympiques de taekwondo 2019
Navigation
Édition précédente Édition suivante
Les championnats d'Europe pour catégories olympiques de taekwondo 2019 ont lieu du 29 au 30 novembre 2019 à Dublin, en Irlande. Il s'agit de la troisième édition des championnats d'Europe pour catégories olympiques de taekwondo.

## Podiums

### Hommes
Le palmarès masculin est le suivant, :
| Catégorie              | Or                   | Argent                  | Bronze                   |
| ---------------------- | -------------------- | ----------------------- | ------------------------ |
| Poids mouches (–58 kg) | Mason Yarrow (GBR)   | Ibragim Evloev (RUS)    | Stepan Dimitrov (MDA)    |
| Poids mouches (–58 kg) | Mason Yarrow (GBR)   | Ibragim Evloev (RUS)    | Georgii Gurtsiev (RUS)   |
| Poids plume (–68 kg)   | Sarmat Tcakoev (RUS) | Nimrod Krivishkiy (ISR) | Mitko Dzhordzhev (BUL)   |
| Poids plume (–68 kg)   | Sarmat Tcakoev (RUS) | Nimrod Krivishkiy (ISR) | Dylan Chellamootoo (FRA) |
| Poids welters (–80 kg) | Rafael Kamalov (RUS) | Anton Kotkov (RUS)      | Budimir Krivokuca (SRB)  |
| Poids welters (–80 kg) | Rafael Kamalov (RUS) | Anton Kotkov (RUS)      | Simone Alessio (ITA)     |
| Poids lourds (+87 kg)  | Rafail Aiukaev (RUS) | Roman Kuznetsov (RUS)   | Omar El Yazidi (FRA)     |
| Poids lourds (+87 kg)  | Rafail Aiukaev (RUS) | Roman Kuznetsov (RUS)   | Vladyslav Bondar (UKR)   |

### Femmes
Le palmarès féminin est le suivant, :
| Catégorie              | Or                         | Argent                    | Bronze                  |
| ---------------------- | -------------------------- | ------------------------- | ----------------------- |
| Poids mouches (–49 kg) | Tijana Bogdanović (SRB)    | Galina Medvedeva (RUS)    | Iryna Romoldanova (UKR) |
| Poids mouches (–49 kg) | Tijana Bogdanović (SRB)    | Galina Medvedeva (RUS)    | Natalia Antipenko (RUS) |
| Poids plumes (–57 kg)  | Marija Štetić (CRO)        | Bodine Schoenmakers (NED) | Elena Evlampyeva (RUS)  |
| Poids plumes (–57 kg)  | Marija Štetić (CRO)        | Bodine Schoenmakers (NED) | Joana Cunha (POR)       |
| Poids welters (–67 kg) | Doris Pole (CRO)           | Nadica Božanić (SRB)      | Yulia Zaitseva (UKR)    |
| Poids welters (–67 kg) | Doris Pole (CRO)           | Nadica Božanić (SRB)      | Vanessa Körndl (GER)    |
| Poids lourds (+67 kg)  | Aleksandra Kowalczuk (POL) | Polina Khan (RUS)         | Althéa Laurin (FRA)     |
| Poids lourds (+67 kg)  | Aleksandra Kowalczuk (POL) | Polina Khan (RUS)         | Milica Mandić (SRB)     |

## Tableau des médailles
| Rang  | Nation          | Or | Argent | Bronze | Total |
| ----- | --------------- | -- | ------ | ------ | ----- |
| 1     | Russie          | 3  | 5      | 3      | 11    |
| 2     | Croatie         | 2  | 0      | 0      | 2     |
| 3     | Serbie          | 1  | 1      | 2      | 4     |
| 4     | Grande-Bretagne | 1  | 0      | 0      | 1     |
| 4     | Pologne         | 1  | 0      | 0      | 1     |
| 6     | Israël          | 0  | 1      | 0      | 1     |
| 6     | Pays-Bas        | 0  | 1      | 0      | 1     |
| 8     | France          | 0  | 0      | 3      | 3     |
| 8     | Ukraine         | 0  | 0      | 3      | 3     |
| 10    | Allemagne       | 0  | 0      | 1      | 1     |
| 10    | Bulgarie        | 0  | 0      | 1      | 1     |
| 10    | Italie          | 0  | 0      | 1      | 1     |
| 10    | Moldavie        | 0  | 0      | 1      | 1     |
| 10    | Portugal        | 0  | 0      | 1      | 1     |
| Total | Total           | 8  | 8      | 16     | 32    |